# Westelijk halfrond
Het westelijk halfrond is het gedeelte van de wereld dat westelijk van de gekozen nulmeridiaan ligt en oostelijk van de 180-graden meridiaan. Tussen deze twee meridianen wordt de oost-westpositie op de wereldbol aangeduid in westerlengte.
Op de rest van de wereld, het oostelijk halfrond, wordt gemeten in aantallen graden oosterlengte.
Volgens een iets andere definitie ligt de grens enerzijds in de Atlantische Oceaan - dan rekent men Ierland, Portugal en Westelijke Afrika tot het oostelijk halfrond - en anderzijds in de datumgrens.
De benamingen zijn te verklaren doordat de Stille Oceaan veel groter is dan de Atlantische Oceaan.
Op een wereldkaart wordt meestal het westelijk halfrond links en het oostelijk halfrond rechts afgebeeld. Dat geldt ook voor een kaart van het poolgebied: bij een kaart van Antarctica is de nulmeridiaan meestal boven en bij een kaart van het noordpoolgebied is de nulmeridiaan onder. Bij beide poolkaarten is het westelijk halfrond links en het oostelijk halfrond rechts.
Hoewel veel Europese landen tot de westerse wereld worden gerekend, liggen deze voor een groot deel op het oostelijk halfrond.